# عرق أماتليش

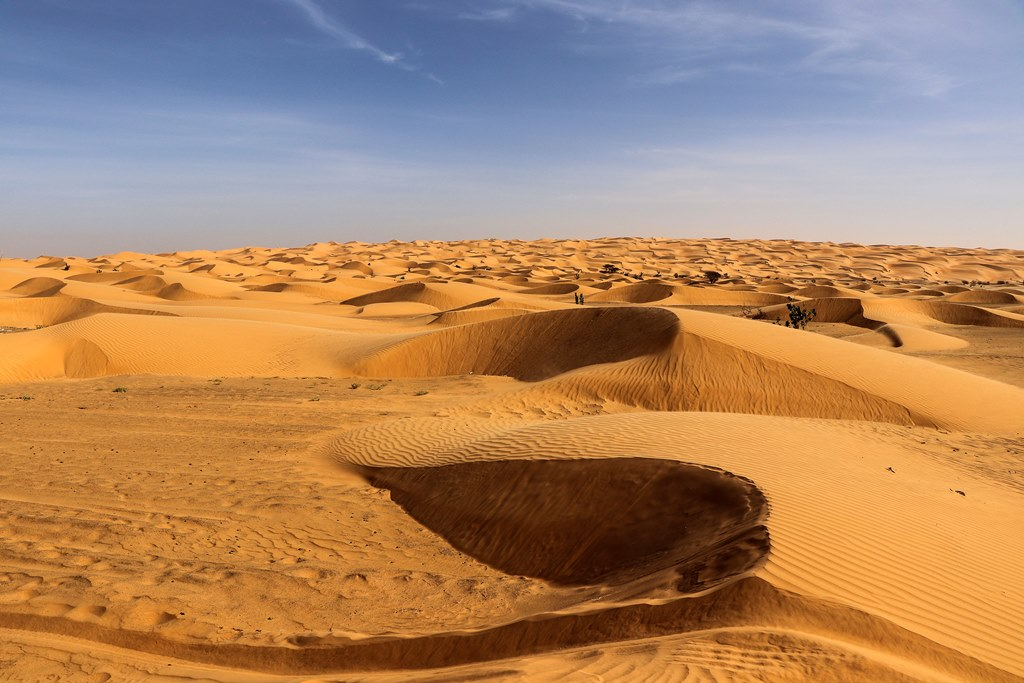

عرق أماتليش هو حاجز كثبان ضخم أبعاده ( 130 كم × 5 كم إلى 8 كم)؛ جنوب غرب مدينة أتار في موريتانيا محصور بين جبال هضبة آدرار. يمتد العرق من الشمال الغربي إلى الجنوب الشرقي، ينشأ من منحدرات ممر تفوجار، ويمتد حتى منطقة أكجوجت؛ حيث يأخذ اسم دخاينا الممتد إلى المحيط الأطلسي.
يضم عرق أماتليش مجموعة كبيرة ومتنوعة من المناظر الطبيعية الصحراوية مثل الأخاديد والمنحدرات والأحواض القابلة للزراعة وبساتين النخيل مثل أزويجا، الذي يقع في الجانب الغربي من العرق. يوجد العديد من مواقعه تعود لـ العصر الحجري الحديث؛ منها خط ليمايتج